# Двигун Ванкеля

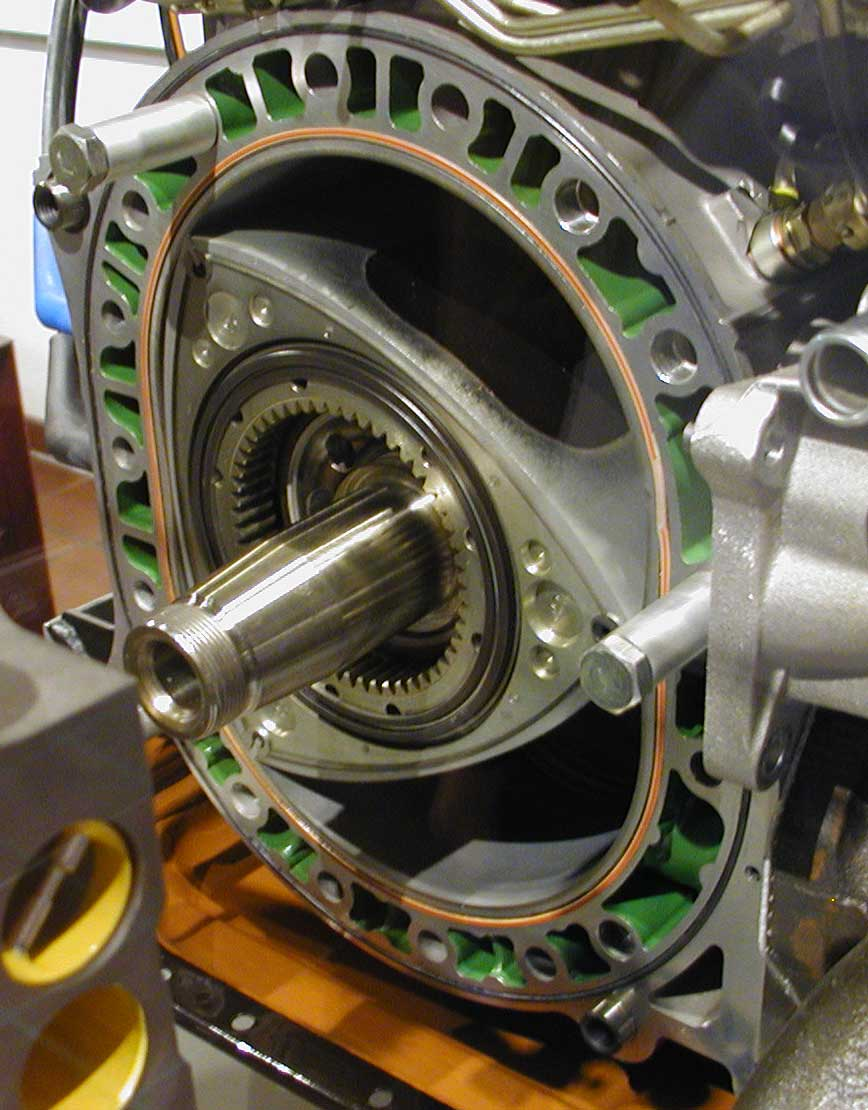
Роторно-поршневий двигун Mazda 13B

Двигун Ванкеля — роторний бензиновий двигун, сконструйований німецьким інженером Феліксом Ванкелем (нім. Felix Wankel, 1902—1988) у 1950-х. Працює за тим же принципом, що і чотиритактний бензиновий двигун, але такти проходять у різних секторах камери — в просторі між стінками двигуна і трикутним поршнем-ротором. Двигун Ванкеля має простішу конструкцію і менші розміри, ніж поршневий чотиритактний двигун; при його використанні енергія обертання виникає відразу ж (без участі колінчастого вала).
Особливість двигуна — застосування тригранного ротора (поршня), що має вигляд трикутника Рело, що обертається усередині циліндра спеціального профілю, поверхня якого виконана по епітрохоїді (можливі й інші форми ротора і циліндра).

## Принцип дії
Двигун Ванкеля використовує чотирьохтактний цикл:
І такт:
Паливно-повітряна суміш через впускне вікно надходить до камери двигуна
ІІ такт:
Ротор обертається та стискає суміш, що запалюється електричною іскрою
ІІІ такт:
Продукти горіння тиснуть на поверхню ротора, передаючи зусилля на циліндричний ексцентрик
IV такт:
Ротор, що обертається, витискує відпрацьовані гази у випускне вікно

## Деталі двигуна

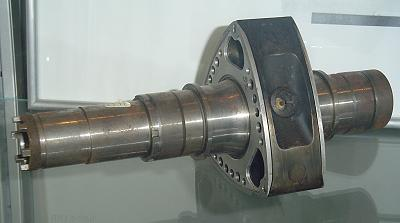
Головний вал з ротором-поршнем двигуна Wankel DKM54

- Блок циліндрів
- Свічка запалювання
- Ротор
- Обертовий вал
- Шестерня

## Переваги
- На 30—40 % менше деталей
- Мала відносна вага
- Компактність
- Велика тяга та пружність

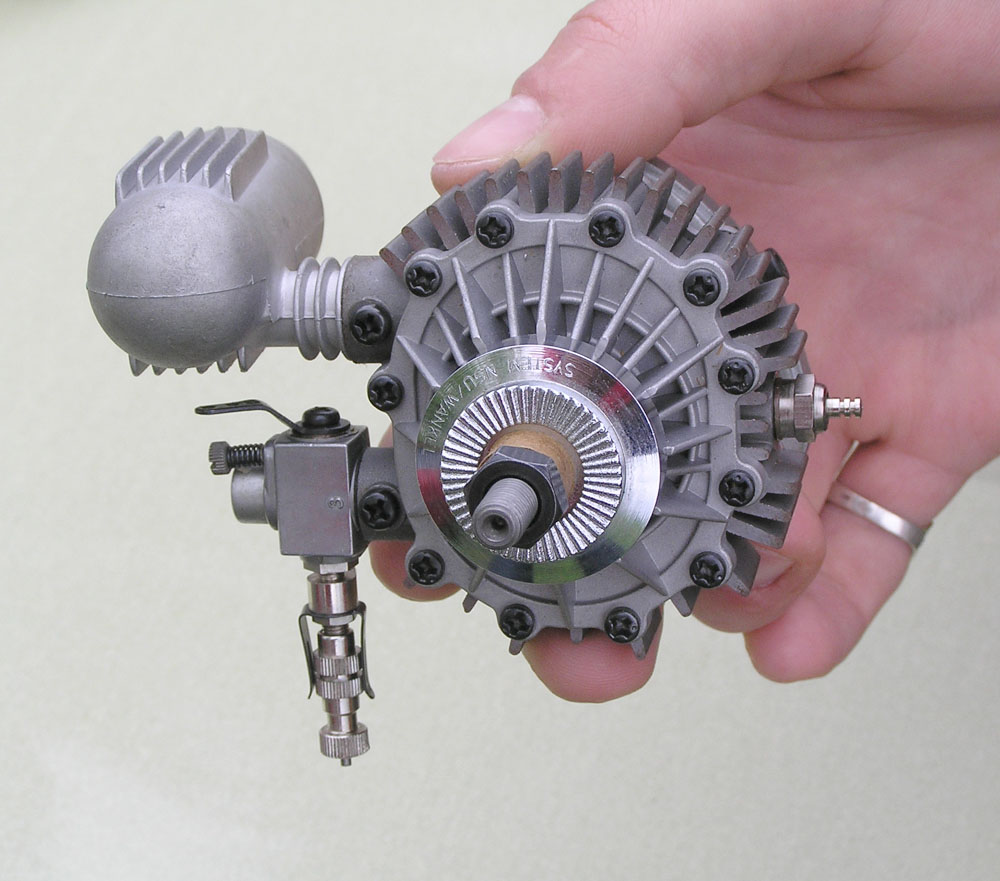
Мініатюрний двигун Ванкеля об'ємом 5 см³ для авіамоделей

- Можливість легкого переходу на водень
- Нечутливість до гіроскопічного ефекту[2]

## Недоліки
- Неповне згоряння паливо-повітряної суміші
- Зменшення економності
- Недостатня чистота викидів
- Неможливий дизельний РПД (Роторно-поршневий двигун — двигун Ванкеля)
- Порівняно великі витрати мастила для змащування деталей
- Необхідність додаткових заходів для усунення вібрації корпусу двигуна[2]

## Використання
- автомобільні двигуни;
- компактні електрогенератори (проєкт M-STAR зі створення компактного турбінного електрогенератора, дослідний зразок якого

розроблено в компанії Be-Rex (Нідерланди))